# Berlinia
Berlinia es un género de plantas perteneciente a la familia Fabaceae. Es originario de África. Comprende 61 especies descritas y de estas, solo 18 aceptadas.

## Taxonomía
El género fue descrito por Sol. ex Hook.f. y publicado en Niger Flora 326. 1849.  La especie tipo es:  Berlinia acuminata Sol. ex Hook. f. & Benth. 

## Especies aceptadas
A continuación se brinda un listado de las 16 especies del género Berlinia aceptadas hasta julio de 2014, ordenadas alfabéticamente. Para cada una se indica el nombre binomial seguido del autor, abreviado según las convenciones y usos.	 
- Berlinia auriculata Benth.
- Berlinia bracteosa Benth.
- Berlinia brazzavillensis (A.Chev.) Troupin
- Berlinia bruneelii (De Wild.) Torre & Hillc.
- Berlinia confusa Hoyle
- Berlinia congolensis (Baker f.) Keay
- Berlinia coriacea Keay
- Berlinia doka (Craib & Stapf) Engl.
- Berlinia giorgii De Wild.
- Berlinia grandiflora (Vahl) Hutch. & Dalziel
- Berlinia hollandii Hutch. & Dalziel
- Berlinia lundensis Torre & Hillc.
- Berlinia orientalis Brenan
- Berlinia sapinii De Wild.
- Berlinia tomentella Keay
- Berlinia viridicans Baker f.